# List z Mitanni
List z Mitanni – określenie stosowane w historiografii na dokument napisany w języku huryckim przez mitannijskiego króla Tuszrattę, pochodzący z pierwszej połowy XIV wieku p.n.e. List został odkryty w 1887 roku w Amarna. Liczył pierwotnie 494 wersy, zachowało się w całości lub fragmentarycznie 466 wersów. Tekst listu dotyczy spraw, związanych z małżeństwem córki Tuszratty – Taduhepy – z Amenhotepem III. „List z Mitanni” jest jednym z głównych źródeł do analizy języka huryckiego.

## Stan badań
Dokument został odkryty podczas wykopalisk w Tell el-Amarna w 1887 roku. Razem z nim odnaleziono archiwa faraonów Amenhotepa III i Echnatona, zawierające korespondencję dyplomatyczną. Kilka listów pochodziło z Mitanni od króla Tuszratty. Napisane były w języku akadyjskim, będącym wówczas – jako język dyplomatyczny – w użyciu powszechnym. Wyjątek stanowił dokument, którego język początkowo nie został zidentyfikowany, więc wstępnie określono go jako mitannijski – od nazwy państwa, którym rządził autor listu. Nazwa „hurycki” weszła w użycie kilkadziesiąt lat później, po odkryciach dokumentacji z Hattusy, choć wcześniej na język listu Tuszratty sugerowano także nazwę „subartyjski”, pochodzącą od Subartu – babilońskiego określenia górnej Mezopotamii, zamieszkałej przez ludy huryckie. Sam dokument nazwano „listem z Mitanni”.
Jeszcze zanim do historiografii weszło pojęcie Huryci, w tekstach akadyjskich dostrzegano obecność obcych wyrazów. Friedrich Delitzsch w sporządzonej przez siebie akadyjskiej liście synonimów przy tych wyrazach umieszczał adnotację su(-bir4ki), przypuszczając, że zawierają odmianę nazwy krainy Subartu. „List z Mitanni” został opublikowany przez Hugo Wincklera i Ludwiga Abla dwa lata po odkryciu (Winckler H., Abel L., Der Thontafelfund von el Amarna, w: Mittheilungen aus den orientalischen Sammlungen, Heft 1, Berlin 1889). W 1890 roku Henry Sayce opublikował wyniki badań nad niesemickimi i niesumeryjskimi imionami własnymi oraz wyrazami pospolitymi, występującymi w tekstach akadyjskich w korespondencji z Tell el-Amarna i Tunip. Słusznie założył, że wykazują one podobieństwo do tekstu inskrypcji skalnych znad jeziora Wan i prawdopodobnie należą do tej samej grupy językowej (później ta grupa otrzymała nazwę języki huro-urartyjskie).
„List z Mitanni” badali m.in. Peter Jensen, Rudolph E. Brünnow, Ludwig Messerschmidt i Ferdinand Bork. Peter Jensen zauważył, że w tekście występują wyrazy, identyczne z oznaczonymi uwagą su(-bir4ki) z listy Delitzscha. Swoje spostrzeżenia zawarł w pracy z 1891 roku. Ludwig Messerschmidt w 1899 roku i Henry Sayce rok później opublikowali analizy jednego z dokumentów akadyjskich z Tunip, pochodzącego z okresu amarneńskiego i zawierającego obcojęzyczne glossy. Badacze zaobserwowali ich podobieństwo do oznaczonych przez Delitzscha wyrazów i zaliczyli je do języka Mitanni. W 1906 roku Ferdinand Bork dodał do tej grupy liczne nazwy własne, odkryte w tekstach staro- i średniobabilońskich.
Większość naukowców podczas badań nad tekstem „listu z Mitanni” stosowała metodę kombinatoryczną. Porównywano tekst do innych dokumentów Tuszratty, spisanych w języku akadyjskim i odnalezionych w Tell el-Amarna wraz z „listem z Mitanni”. Wszystkie listy króla Mitanni miały jednolity schemat, w tekście stosowano jednakowe zwroty, a treść dotyczyła podobnych spraw. Dzięki temu został ułożony quasi-bilingwistyczny słownik akadyjsko-hurycki.
„List z Mitanni” pod sygnaturą VAT 422 (EA 24) znajduje się w kolekcji amarneńskiej Muzeum Egipskim w Berlinie. Od chwili odkrycia dokument w zależności od publikacji był numerowany jako WA 27, VS 12, Kn 24. W 1902 roku po raz pierwszy ukazała się transkrypcja tekstu, sporządzona przez Jørgena Alexandra Knudtzona, jej wznowienie miało miejsce w 1964 roku. W 1915 roku autografię klinową „listu z Mitanni” opublikował Otto Schroeder w pracy Die Tontafelm von El-Amarna i nadał mu numer 200. Według Macieja Popko sporządzona przez badacza kopia uchodzi w środowisku naukowym za najlepszą, choć Johannes Friedrich uważał ją za niezbyt dobrą. W 1932 roku transkrypcja listu została opublikowana przez Johannesa Friedricha w pracy Kleinasiatische Sprachdenkmäler. W 1982 roku Gernot Wilhelm umieścił fragmenty tłumaczenia listu na język niemiecki w swojej publikacji Grundzüge der Geschichte und Kultur der Hurriter. Dziesięć lat później ukazał się przekład dokumentu na język angielski, dokonany przez Williama L. Morana. W tym samym roku fragmenty tłumaczenia tekstu na język polski opublikował Maciej Popko w swojej monografii Huryci.

## Kontekst historyczny
Pod koniec XV wieku p.n.e. Totmes IV, dążąc do pozyskania sojusznika na Bliskim Wschodzie, który wspierałby go w kontrolowaniu Syrii, nawiązał stosunki polityczne z Artatamą I, władcą Mitanni. Zostały one przypieczętowane mariażem faraona i księżniczki Mutemuji. Sojusz był korzystny również dla Artatamy I, obawiającego się wzrostu potęgi Hetytów. Następcy obu władców – Amenhotep III i Tuszratta – kontynuowali politykę Totmesa IV i Artatamy I. Gwarancją dobrych stosunków były dwa małżeństwa faraona: z księżniczką mitannijską Giluhepą – siostrą Tuszratty, a pod koniec jego życia również z Taduhepą – córką króla Mitanni. Układy pomiędzy obu państwami były poprzedzone wymianą korespondencji dyplomatycznej. Krótko po wysłaniu Taduhepy do Egiptu Amenhotep III zmarł. Księżniczka została więc żoną Echnatona. 
Bierny stosunek następcy Amenhotepa III do polityki azjatyckiej przyczynił się do osłabienia Mitanni. Wykorzystały to Assur i Hattusa. Władcy obu miast zawarli sojusz militarny przeciwko Mitanni. Tuszratta w wyniku konfliktu z Suppiluliumą I zginął, a jego następcy uznali supremację królów hetyckich.

## Opis dokumentu
Dokument został sporządzony na glinianej tabliczce pismem klinowym. Tekst jest podzielony na cztery kolumny i pierwotnie zawierał 494 wersy. Z wyjątkiem akadyjskich formułek wstępnych, został spisany w dialekcie zachodnim języka huryckiego: tekst w języku huryckim liczył 478 wersów, w języku akadyjskim – 16. Większość fragmentów przekazu zachowało się w dobrym stanie. 
W pierwszej kolumnie mieści się 115 wersów. 13 wersów – od 28 do 40 włącznie – jest w całości zniszczonych. W kolumnie drugiej znajduje się 125 wersów, zniszczonych jest 12 – od 37 do 48 włącznie. Kolumny 3 i 4 znajdują się na rewersie dokumentu. Kolumna trzecia liczy 124 wersy. Żaden nie został zniszczony, kilka zachowało się we fragmentach. W ostatniej kolumnie znajduje się 127 wersów, zachowanych w całości lub częściowo. Po wersie 81 trzy (choć możliwe i więcej) wersów jest odłamanych. Na wysokości wersu 85 przestrzeń między kolumnami czwartą a trzecią wypełniona jest luźnym fragmentem. Ogółem zachowało się w całości lub fragmentarycznie 466 wersów: 102 w kolumnie pierwszej, 113 – w drugiej, 124 – w trzeciej i 127 – w czwartej.
Adresatem listu jest Amenhotep III. List zawiera kwestie dotyczące małżeństwa Taduhepy z Amenhotepem III, wzmianki o jej posagu, przy czym wspomina o tym, że w jednym z poprzednich listów wymienione zostały przedmioty, dane Taduhepie w posagu, nawiązania do budowania dobrych stosunków politycznych pomiędzy Egiptem a Mitanni, informacje na temat wymiany posłów wraz z ich imionami – Egipcjanin Mane i Mitannijczyk Kelija, zapewnienia o przyjaźni obu państw oraz lojalności Mitanni wobec Egiptu.